# Wasił Lewski (obwód Silistra)
Wasił Lewski (bułg. Васил Левски) – wieś w północno-wschodniej Bułgarii, w obwodzie Silistra, w gminie Ałfatar. Według danych Narodowego Instytutu Statystycznego, 31 grudnia 2011 roku wieś liczyła 91 mieszkańców.